# Lokalni izbori u Labinu 2021.
Lokalni izbori u Gradu Labinu održani su 16. svibnja 2021. godine. Bili su to redoviti lokalni izbori u Republici Hrvatskoj.
Na ovim izborima birali su se vijećnici Gradskog vijeća Grada Labina (njih 15), kao i gradonačelnik sa zamjenikom gradonačelnika. Istoga dana izabirali su se vijećnici za županijsku skupštinu Istarske županije, te župan sa zamjenicima. Izbori su se na području Grada Labina odvijali na 16 biračkih mjesta. Prethodni lokalni izbori održani su 2017. godine. U odnosu na prethodne izbore, broj članova gradskog vijeća je smanjen sa 17 na 15, a broj zamjenika gradonačelnika s dva na jedan.

## Pozadina
Reformom lokalne samouprave 1993. godine područje dotadašnje Općine Labin podijeljeno je na Grad Labin i još četiri općine. Na izborima 1993., 1997. i 2001. godine u Labinu pobjeđuje IDS, kojemu pripadaju i gradonačelnici Marin Brkarić (1993. – 2000.) i Tulio Demetlika (2000. – 2005.). Godine 2005. IDS prvi puta ne uspijeva dobiti natpolovični broj vijećnika. Od tadašnjih 15 vijećnika, IDS-u je pripalo 7 mjesta u vijeću. Koaliciju sklapaju SDP, HSU, te koalicijska lista HNS-a, IDF-a, LS-a, HSS-a i Zelenih ("Lista za Labin"). Oni su zajedno imali 7 vijećnika, a presudnim osmim glasom podrške HDZ-a, gradonačelnik je postao Bruno Hrvatin (SDP). Problemi u odnosima između SDP-a i HSU-a rezultirali su raspadom te koalicije, pa je ostatak mandata SDP bio u koaliciji s IDS-om.  Temeljem tog novog koalicijskog dogovora, Tulio Demetlika (IDS) ponovno postaje gradonačelnik 2007. Na tom mjestu ostaje do 2017. godine, temeljem pobjede na neposrednim izborima za gradonačelnika 2009. i 2013. godine. U oba navrata IDS-ova lista osvaja jedno vijećničko mjesto manje od potrebne većine, a do presudne većine dolazi koalicijom s BDSH-om. Pritom treba spomenuti da je 2013. IDS na izbore izašao na zajedničkoj listi s HNS-om i HSU-om. Na lokalnim izborima 2017. godine ista koalicija dobiva većinu u vijeću (9 od 17 mandata), a njihov kandidat Valter Glavičić postaje gradonačelnik pobjedom u prvom krugu. Godine 2020. održani su izbori za vijeća svih sedam mjesnih odbora Grada Labina. Na tim izborima IDS dobiva 31 od 39 vijećničkih mjesta i većinu u svim VMO-ima. SDP-u je pripalo sedam vijećnika, a Mostu jedno mjesto.

## Rezultati izbora za gradsko vijeće
- IDS, ISU: 1.939 glasova (49,25%)
- Demokrati: 432 glasa (10,97%)
- SDP: 396 glasova (10,05%)
- Nezavisna lista "Nezavisni zajedno" - nositelj Silvano Vlačić: 395 glasova (10,03%)
- HDZ: 296 glasova (7,51%)
- Nezavisna lista - nositeljica Nevina Miškulin: 162 glasa (4,11%)
- HSU: 161 glas (4,08%)
- Nezavisna lista - nositelj Šime Martinović: 156 glasova (3,96%)

Ukupni broj prijavljenih birača bio je 10.090, a glasalo je njih 4.015 (39,79%). Važećih listića bilo je 3.937 (98,08%), a nevažećih 77 (1,92%).

### Izabrani vijećnici
- IDS, ISU: 9 (Valter Glavičić, Federika Mohorović Čekada, Eni Modrušan, Lari Zahtila, Vesna Šćira-Knapić, Đulijano Kos, Rasim Halilović, Bruna Gobo, Piero Glavičić)
- Demokrati: 2 (Tanja Pejić, Mladen Bastijanić)
- SDP: 2 (Valdi Gobo, Katarina Filipović)
- Nezavisni zajedno: 1 (Silvano Vlačić)
- HDZ: 1 (Nenad Boršić)

Valter Glavičić i Federika Mohorović Čekada izabrani su za gradonačelnika i zamjenicu gradonačelnika, a njihova mjesta u vijeću preuzeli su Renata Kiršić i Alenka Verbanac. Za predsjednicu vijeća izabrana je Eni Modrušan. Za potpredsjednicu vijeća iz redova predstavničke većine izabrana je Renata Kiršić. Za potpredsjednicu iz redova predstavničke manjine izabrana je Tanja Pejić na rok od dvije godine, a potom na preostalih dvije godine Valdi Gobo.
Tijekom mandata zbog nespojivih dužnosti iz vijeća je istupila Renata Kiršić, a zamijenila ju je Tijana Kocijel. Umjesto Renate Kiršić, za potpredsjednika iz redova predstavničke većine izabran je Lari Zahtila. Nakon što je Piero Glavičić mandat stavio u mirovanje, zamijenio ga je Dean Nestorović. Katarinu Filipović (koja je također stavila mandat u mirovanje) je zamijenio Ifet Bešić. U studenom 2024. godine mandat je u mirovanje stavio Silvano Vlačić, a zamijenio ga je Darko Martinović. 

## Rezultati izbora za gradonačelnika
- Valter Glavičić (IDS, ISU): 2.517 glasova (62,61%)
- Tanja Pejić (Demokrati): 453 glasa (11,26%)
- Valdi Gobo (SDP): 406 glasova (10,09%)
- Nenad Boršić (HDZ): 358 glasova (8,90%)
- Šime Martinović: 184 glasa (4,57%)

Za gradonačelnika je u I. krugu izabran kandidat IDS-a i ISU-a Valter Glavičić, a za njegovu zamjenicu Federika Mohorović Čekada. Valter Glavičić prethodno je bio predsjednik Vijeća mjesnog odbora Labin-gornji (2012. – 2017.), te gradski vijećnik (2013. – 2017.), a od 2017. gradonačelnik. Federika Mohorović Čekada bila je gradska vijećnica (2013. – 2017.), a od 2017. je zamjenica gradonačelnika.